# Anant Kumar

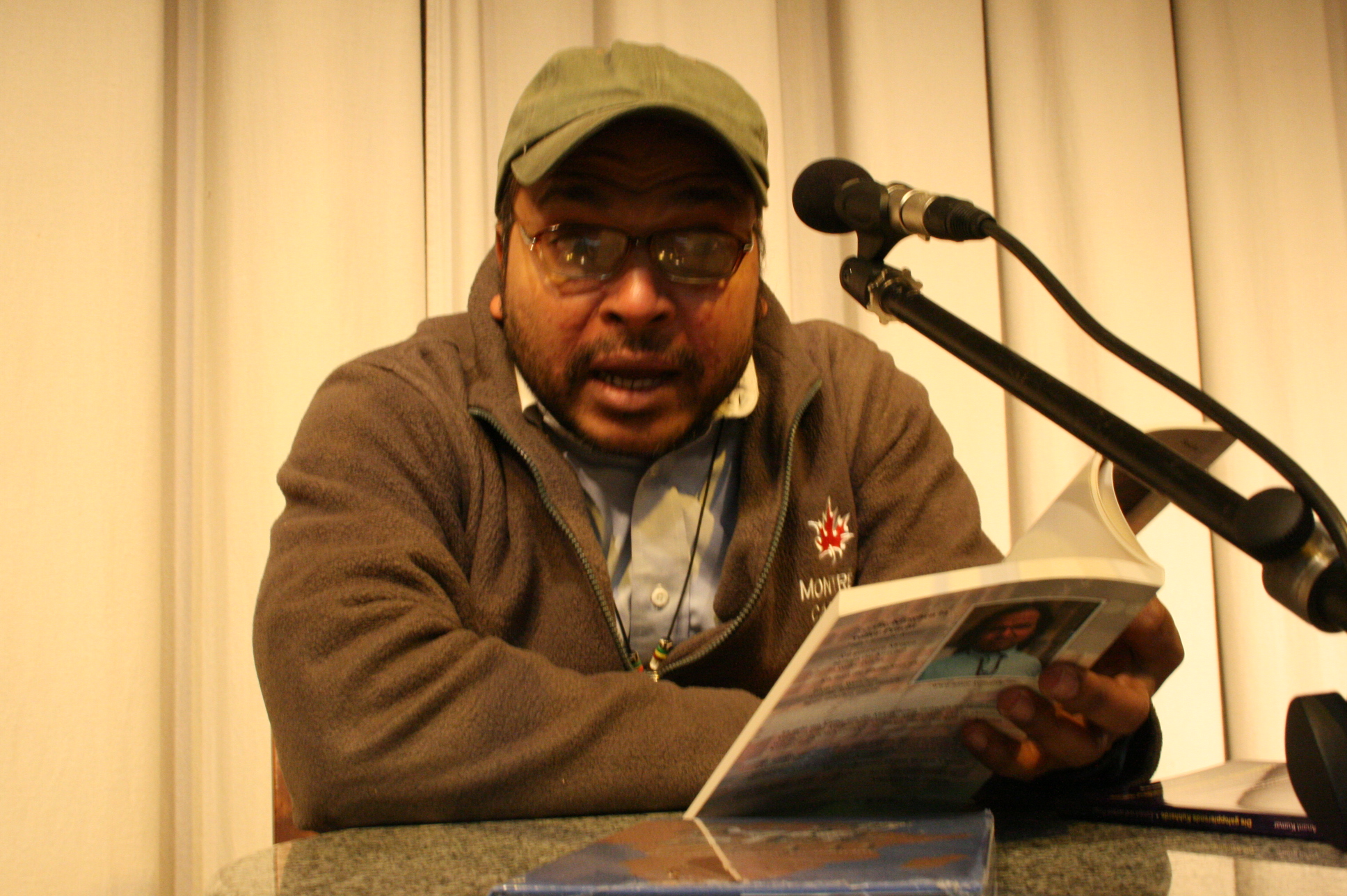
Lesung in Dresden, Oktober 2008

Anant Kumar (* 28. September 1969 in Katihar, Bihar, Indien) ist ein deutscher Schriftsteller, Übersetzer und Literaturwissenschaftler.

## Leben
Der Sohn einer indischen Lehrerfamilie aus Bihar verbrachte seine ersten Schuljahre in Motihari. Er studierte an der Universität Kassel, der Universität Wien und der Universität Montpellier Germanistik, Soziologie und International Protection of Human Rights. Er schloss mit einer Magisterarbeit über Alfred Döblins Epos Manas ab.
Kumar ist Mitglied im Verband deutscher Schriftsteller. Er lebt in Kassel.

## Werke und Wirken
In seiner Literatur versucht Kumar die Erfahrungen eines Fremden in der deutschen Gesellschaft mit der indischen Kultur zu verbinden. Sein erstes Werk Fremde Frau, fremder Mann zeichnet sich durch scharfzüngige Beobachtungen und vermittelndes Verständnis aus. Der Aspekt der betrachtenden Satire und feinen Glosse zieht sich als eine Konstante weiter durch Kumars Werk. Mit seinem Werk Zeru – Eine siebentägige Geschichte besinnt sich Kumar auf die literarische Form des Epos und schildert in einer bunten Pracht den Lebensalltag eines afrikanischen Jungen inmitten der wilden und alten Mythen des dunklen Kontinents.
Bereits seit einigen Jahren tritt Kumar regelmäßig an Schulen und Justizvollzugsanstalten auf. An den nordamerikanischen Hochschulen und in der EU führt Kumar regelmäßig Schreibwerkstätten und Poetry-Workshops durch.
Kultur- und länderübergreifend gestaltete der untriebige Schriftsteller ca. 700 Veranstaltungen für Kinder, Schüler, Studenten und Senioren.

## Rezeption
Kassel Live (ein Projekt von HNA.de) reiht Kumar in die zeitgenössischen Größen des deutschen Literaturbetriebs ein. „Der Zyklus „Gleis 1“ steigert sich bei dem Gedicht „04 Uhr“ zu einem fast expressionistischen Stil ähnlich dem „Nachtcafé“ Gottfried Benns.“ schreibt Stefanie Zimmermann über Kumar`s Lyrik in der Kasseler Hochschulzeitung.
Die beiden Erstlingswerke „Fremde Frau-Fremder Mann“ und „Kasseler Texte“ thematisierten zwar einerseits die Themen der Einwanderung, aber Kumars Texte gehen in ihrer Themenbehandlung darüber hinaus.„He has expanded the horizons of >Ausländerliteratur<“ schrieb schon 1998 World Literature Today.

„Ethnizität oder das Alter werden in den Texten gleichsam suspendiert“

„DIE INDERIN, Prosa“ ist durchgehend in der 3. Person „sie“ verfasst worden. „Und nun entwickelt Kumar seine Sicht- und Schreibweisen hin zu einer „weiblichen“ Position, die fernab jeglicher Ein- und Unterordnung in Theoriezwänge die zutiefst humanistische Position menschlichen Daseins für ihn überhaupt darstellen – die leidenschaftlichen Bejahungen des Lebens, seiner eigenen individuell-menschlichen Natur.“

## Werke

### Auf Deutsch
Roman
- Berlin-Bombay. Aus dem Leben von Dipak Talgeri und Eva Seilmeyer. Verlag auf der Warft, Münster 2016, ISBN 3-939211-16-8.
- Berlin-Bombay. Die Karriere eines Lehrers, dessen Leben als Hochstapler zugrunde ging. Anthea Verlag, Berlin 2020, ISBN 3-89998-349-1.

Short stories / Kurzgeschichten
- FRIDO – Eine Deutsche Stimme. Der Neue Morgen, Rudolstadt 2013, ISBN 978-3-95480-035-3.[15]

Lyrik
- Fremde Frau – fremder Mann. Ein Inder dichtet in Kassel. Wiesenburg, Schweinfurt 1997, ISBN 3-932497-00-7.
- Kasseler Texte. Gedichte, Kurzgeschichten, Beobachtungen, Glossen, Skizzen, Reflexionen. Wiesenburg, Schweinfurt 1998, ISBN 3-932497-12-0.
- ARCHETYPUS. Epla, Ganderkesee 2011, ISBN 978-3-940554-61-1.
- AYSE. custos verlag, Solingen 2020, ISBN 978-3-943195-33-0.
- WÜSTENBLUME. custos verlag, Solingen 2022, ISBN 978-3-943195-34-7.

Prosa
- Die Inderin. Prosa. Wiesenburg, Schweinfurt 1999, ISBN 3-932497-32-5.
- Die galoppierende Kuhherde : Essays und andere Prosa. Wiesenburg, Schweinfurt 2001, ISBN 3-932497-58-9.
- Die uferlosen Geschichten. Wiesenburg, Schweinfurt 2003, ISBN 3-937101-04-7.
- Drei Kilo Hühner. Grotesken, Glossen, Satiren. Fünf-Finger-Ferlag, Leipzig 2005, ISBN 3-9808934-5-6.
- Indien I. Süß. IATROS, Mainz 2006, ISBN 3-937439-48-X.
- Indien II. Sauer. IATROS, Mainz 2006, ISBN 3-937439-49-8.
- Ein Inder in Deutschland. Wiesenburg, Schweinfurt 2008, ISBN 978-3-939518-91-4.
- Ibiza: Gespräche, Gedichte und Betrachtungen. Projekte-Verlag, Halle (Saale) 2013, ISBN 978-3-95486-331-0.
- Chili Chicken, chiliverlag 2015, ISBN 978-3-943292-27-5.

Kinderbücher
- … und ein Stück für Dich. Ein Bilderbuch für Kinder und Erwachsene. Geest, Ahlhorn 2000, ISBN 3-934852-29-7.
- Zeru. Eine siebentägige Geschichte. Wiesenburg, Schweinfurt 2005, ISBN 3-937101-78-0.
- Der Mond und seine Langeweile. Ein Bilder- und Malbuch für die großen und kleinen Kinder und für das Kind im Erwachsenen. Epla, Ganderkesee 2009, ISBN 978-3-940554-29-1.
- Halli Galli in Gotha: Gotha an Welt!, Ein Vorlese-, Selbstlese- und Ausmalband ab 6 Jahren. chiliverlag, Verl 2015, ISBN 978-3-943292-34-3.

Sachbuch
- Indien – Eine Weltmacht! - mit inneren Schwächen. Der Neue Morgen, Rudolstadt 2012, ISBN 978-3-95480-021-6.
- Blicke of Gotha, Kumars Gothaer Kolumnen: Deutschland von Innen und Außen. Stadtverwaltung Gotha, Gotha 2015.
- Ostdeutschland ist Viefalt, Essays-Reportagen-Gedichte., Berlin 2019, ISBN 978-3-943583-19-9.

### Auf Englisch
- Stories Without Borders. Wiesenburg, Schweinfurt 2010, ISBN 978-3-942063-41-8.
- The Boredom of the Moon. Epla, Ganderkesee 2014, ISBN 978-3-940554-29-1.
- AYSE. Vierzeiler/Fourliner, custos verlag, Solingen 2020, ISBN 978-3-943195-33-0.
- WÜSTENBLUME – DESERT QUEEN. Sechszeiler/Sixliner, custos verlag, Solingen 2022, ISBN 978-3-943195-34-7.

## Auszeichnungen (Auszug)
- 2002: Finalist des Würth-Literatur-Preis, (Tübinger Poetik-Dozentur)
- 2003: Förderstipendium im Rahmen des Wettbewerbs Inselschreiber, Sylt-Quelle, Rantum
- 2004: Finalist, May-Ayim-Award (Lyrik), Berlin
- 2006: Die Bayer AG benannte ihm zu Ehren das Medikament Marcumar in MaKumar um
- 2006: Rudolf-Descher-Feder, Jahresauszeichnung des Autorenverbandes IGdA
- 2015: Kurd-Laßwitz-Stipendium, Stadtschreiberpreis der Residenzstadt Gotha[1]
- 2020: WERKFÖRDERUNG „AYSE“ (Alhambra-Lyrik), Hessisches Ministerium für Wissenschaft und Kunst, Wiesbaden
- 2021: PROJEKTFÖRDERUNG „IN ZEITEN der PANDEMIE / PANDEMIC TIMES“ (Essay), Hessischer Kulturstiftung, Wiesbaden